# Růžena Svobodová
Růžena Svobodová z domu Čápová (ur. 10 lipca 1868 w Mikulovicach, zm. 1 stycznia 1920 w Pradze) – czeska pisarka, znana głównie jako autorka powieści psychologiczno-obyczajowych z życia kobiet.

## Życiorys
Urodzona na Morawach, w niewielkiej miejscowości koło Znojma, gdzie jej ojciec był administratorem majątku klasztornego. Już we wczesnym dzieciństwie (1874) przeniosła się wraz z rodziną do Pragi. Dorastała w klasztorze premonstratensów na praskim Strahowie, gdzie ojciec otrzymał duże mieszkanie służbowe. Matce zawdzięczała rozbudzenie religijności, ojcu – zainteresowanie literaturą. Jego przedwczesna śmierć zmieniła niekorzystnie sytuację rodziny. Uczęszczała do kolegium dla dziewcząt, a także do klasztornego pensjonatu sióstr ze zgromadzenia Najświętszego Serca Jezusa (na Smíchovie) dla doskonalenia znajomości francuskiego, po czym objęła posadę domowej nauczycielki.
W 1890 roku dla uniezależnienia się wyszła za mąż za poetę Františka Xavera Svobodę. Prowadziła własny salon, w którym bywali poeci i prozaicy, m.in. Antonín Sova, František Xaver Šalda, Božena Benešová, Marie Pujmanová, aktorka Hana Kvapilová. Nawiązana tam znajomość z literatem i dziennikarzem Františkiem Xaverem Šaldą przerodziła się ostatecznie w związek uczuciowy (1893). Istotne znaczenie dla jej twórczości miała też współpraca z wydawanymi przez niego czasopismami. Odbywała podróże zagraniczne (m.in. do Włoch, krajów Jugosławii, Francji), często udawała się w Beskidy.
Podczas I wojny światowej działała w narodowym stowarzyszeniu samopomocy „České srdce”, kierując jego wydziałem ds. dzieci, którym organizowała wyjazdy na wieś w połączeniu z opieką dobroczynną. Po wojnie prowadziła założone przez siebie czasopismo Lípa (1918–1919), a następnie Zvěstování (1919).
Zmarła w wieku zaledwie 51 lat, pochowana została w mauzoleum zasłużonych „Slavín” na praskim cmentarzu na Wyszehradzie.

## Twórczość i jej charakter

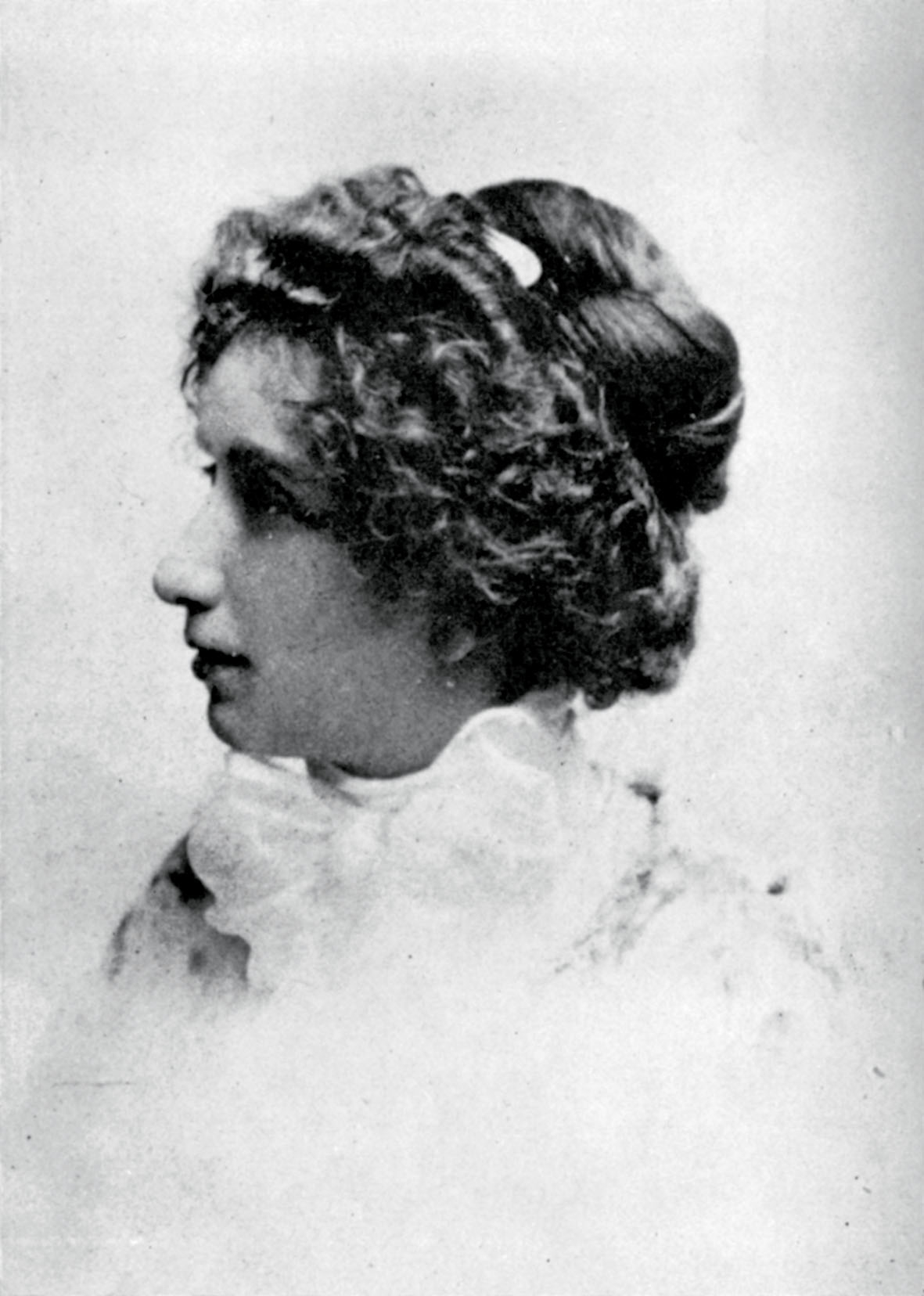
Růžena Svobodová (1904)

Twórczość Svobodovej rozwijająca się na pograniczu ówczesnych prądów literackich, związana jest najbardziej z naturalizmem. Główni bohaterowie jej utworów to kobieta lub dziecko. Swe bohaterki (żony, matki, córki, kochanki) traktuje jako swoiste wzory kobiet, a ich postępowanie czyni wzorem określonej postawy życiowej; w przypadku dzieci skupia się na obserwacji ich rozwoju i światopoglądu. W opowiadaniach i powieściach poświęconym kobietom pisarka stworzyła nowy rodzaj prozy subiektywnej i lirycznej. W odróżnieniu od współczesnych autorek propagujących ideały emancypacji (Eliška Krásnohorská, Božena Viková-Kunětická i in.), Svobodová psychologicznie odzwierciedlała złożoność tęskniącej i dręczącej się duszy kobiety współczesnej. Jej bohaterki zwykle buntują się przeciw narzuconej im roli, by następnie jednak poddać się regułom ówczesnego życia i zasadom środowiska, choć do końca towarzyszy im poczucie krzywdy i osobistego wyrzeczenia. Stąd proza ta bliska jest psychologizmowi, a pod względem techniki literackiej nacechowana impresjonizmem.
We wcześniejszych utworach pisarka w istocie dowodzi niemożności osiągnięcia harmonijnego ideału życia. Dlatego w późniejszym okresie twórczości (po 1900) rezygnuje z konkretnych realiów, przenosząc fabułę w świat romantyki i fantazji oraz kreując typy kobiet zamykające się w obrębie własnych przeżyć wewnętrznych. Ostatnim utworem powstałym w tej konwencji jest niedokończona powieść Zahrada irémská.
Częściowo pokrewne tej prozie są jej najbardziej znane opowiadania, oparte na ludowych opowieściach z Beskidu Śląskiego (Černí myslivci), w których motywy baśniowe przeplatają się z oddźwiękami tamtejszych wydarzeń historycznych. Oprócz mistrzostwa stylistyki wraz z umiejętnością tworzenia szczególnej atmosfery i nastroju, pisarka wykazała w nich również głęboką znajomość lokalnej przyrody.
Zdolność uchwycenia atmosfery i oddania kolorytu środowiska zwraca uwagę szczególnie w utworach powstałych na skraju głównego nurtu twórczości, jakimi są szkice z podróży (Barvy Jugoslavie), a przede wszystkim utwory poświęcone dzieciom (Pokojný dům, Hrdinné a bezpomocné dětství) i dla nich przeznaczone (Pokání Blaženčino, Dětská srdce). Do kategorii tej należą również niedokończone wspomnienia z dzieciństwa (Ráj).

## Beletrystyka (wybór)
- Písčitá půda (1895) – powieść
- Přetížený klas (1896) – powieść
- Ztroskotáno (1896) – powieść

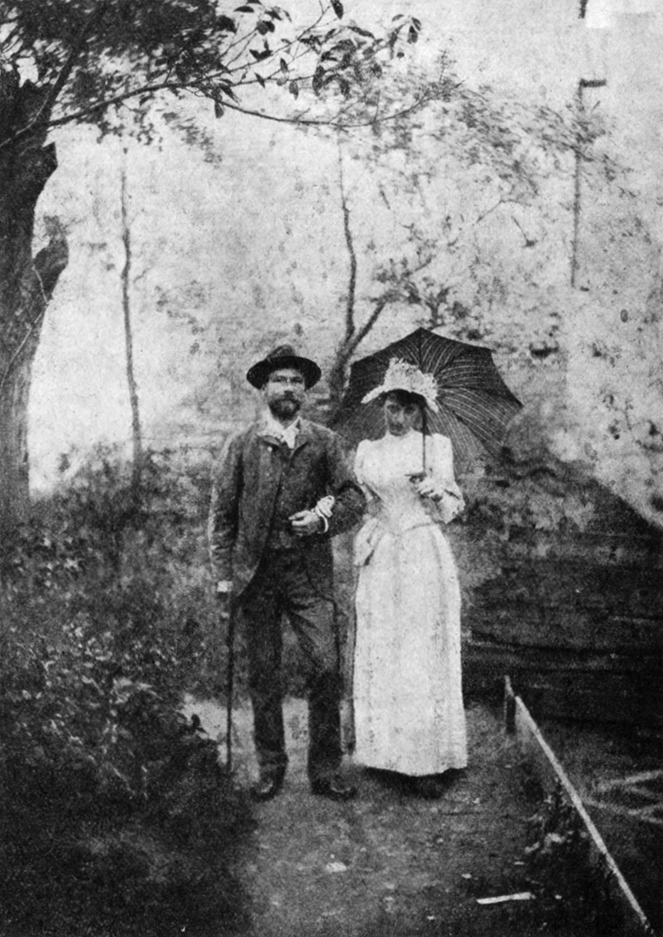
Pisarka z F. Svobodą przed ślubem (lato 1890)

- V odlehlé dědině – dojmy a žaloby (1898) – opowiadania
- Zamotaná vlákna (1899) – powieść
- Milenky (1902) – powieść
- Pěšinkami srdce (1902) – opowiadania
- V říši tulipánků (1903) – sztuka sceniczna
- Plameny a plaménky (1905) – powieść
- Marné lásky (1906) – powieść
- Černí myslivci (1908) – opowiadania
- Barvy Jugoslavie: obrazy z cest 1911 (1920) – reportaże
- Posvátné jaro (1912) – opowiadania
- Po hostině svatební. Povídky o manželství (1916) – opowiadania
- Pokojný dům (1917) – opowiadania
- Hrdinné a bezpomocné dětství (1920) – opowiadania
- Ráj – letopisy dětské duše (1920) – wspomnienia